# Elric à la fin des temps
Elric à la fin des temps (titre original : Elric at the End of Time) est un roman de Michael Moorcock paru en 1994. Il constitue le neuvième tome du Cycle d'Elric.

## Résumé
Il comporte quatre nouvelles :
- Elric à la fin des temps (titre original : Elric at the End of Time), qui prend place dans l'univers des Danseurs de la fin des temps – écrite en 1977, première publication en 1981 dans l'anthologie Elsewhere.
- Le Dernier Enchantement (titre original : The Last Enchantment), qui devait conclure le cycle d'Elric – écrite en 1962, première publication en 1978 dans Ariel n° 3.
- Sojan (titre original : Sojan) – ensemble de nouvelles écrites en 1957-1958 et publiées dans Tarzan Adventures.
- La Chose de pierre (titre original : The Stone Thing), pastiche – première publication en 1975 dans Triode.